# Станислав Ангелов – Пелето
Станислав Петков Ангелов (известен като „Пелето“) е бивш български футболист, играл за Левски (София), ЦСКА (София), Енерги Котбус, Стяуа Букурещ и Анортозис Фамагуста. Основна част от „синята приказка“ в периода 2005 – 2008 г.
Известен със своята универсалност, способност да играе на множество позиции и лидерски качества. Записва 39 мача за националния отбор на България.
Ангелов е директор на ФК „Левски-Раковски“ (София).

## Кариера
Станислав Ангелов започва юношеската си кариера в школата на ДФС „Левски-Спартак“ на стадион „Раковски“. Въпреки успешната си кариера, в юношеските си години Пелето е сред резервните играчи в отбора си. Основен принос за неговото развитие имат добрите треньори в школата през 90-те години, сред които са Цоло Буров и Ангел Станков.
През 1998 г. Ангелов преминава в ЦСКА София, където започва неговата професионална кариера. Дебютира за „червения“ клуб на 17 април 1999. През същата година печели Купата на България с „армейците“, за които изиграва 27 двубоя.
През 2001 година Пелето преминава в отбора на Левски (София). За 6 години в „синия“ клуб Ангелов става три пъти шампион на България, четирикратен носител на Купата на страната и двукратен носител на Суперкупата. Той е основна част от силния отбор на Станимир Стоилов, който достига до 1/4-финал в турнира за Купата на УЕФА и до участие в груповата фаза на Шампионска лига.
След 6 успешни години на „Герена“ Ангелов преминава в немския „Енерги“ Котбус за сумата от 180 хиляди евро. В Котбус Пелето записва 57 мача в Първа Бундеслига, 31 мача във Втора Бундеслига и 4 двубоя за Купата на Германия.
През 2010 година Ангелов подписва с румънския шампион „Стяуа“ Букурещ за половин сезон. В краткия си престой Пелето успява да се изправи срещу английския колос „Ливърпул“ и италианския „Наполи“ в турнира за Купата на УЕФА.
През следващата година той заиграва в кипърския Анортозис. Тогавашния треньор на клуба Станимир Стоилов – Мъри също така, привлича Емил Ангелов, Димитър Иванков и Игор Томашич.
През 2012 година Станислав Ангелов се завръща в Левски (София) в ролята на капитан на отбора. В първия си сезон обратно в „синия“ клуб Пелето извежда отбора до второто място в българското първенство и до финал за Купата на страната.
На 18 май отбелязва победния гол срещу „Лудогорец“ Разград в 91-вата минута на двубоя, който извежда „Левски“, макар и временно, на първото място в шампионата.
На двубоя по случай 100-годишнината на „Левски“ срещу италианския „Лацио“, Пелето извежда своя отбор като капитан.
Ангелов прекратява своята професионална кариера след края на сезон 2013/14

## След отказването
Веднага след своето отказване Ангелов става директор на школата на „Левски-Раковски“, тогава работеща под егидата на „Левски“ София. Той подменя настилката на терена на стадион „Раковски“, ремонтира съблекалните и освежава цялостния облик на базата на „Раковски“.
През 2016 година Станислав Ангелов е назначен за спортен директор на „Левски“ София. По време на неговото ръководство отборът е първи в българското първенство. След неразбирателство със собственика Пелето се завръща в „Левски-Раковски“ като директор и отделя школата на „Раковски“.
През 2020 година завършва изграждането на хибриден футболен терен на базата на комплекс „Раковски“, което нарежда „Левски-Раковски“ до Байерн (Мюнхен) и Реал (Мадрид) като единствените клубове, които използват терени от толкова високо ниво за своите детско-юношески формации.